# Marko Mihojević
Marko Mihojević (Trebinje, República Srpska, Bosnia y Herzegovina, 21 de abril de 1996) es un futbolista bosnio. Su posición es defensa y su club es el F. K. Radnički Kragujevac de la Superliga de Serbia.

## Trayectoria

### FC Erzgebirge Aue
El 4 de julio de 2019 se hace oficial su llegada al F.C. Erzgebirge Aue de manera temporal por una temporada.

### Göztepe SK
El 25 de septiembre de 2020 llega al Göztepe SK a cambio de  500 000 € y firmando un contrato por 3 años.

## Selección nacional

### Absoluta
El 11 de marzo de 2021 fue incluido en la convocatoria para enfrentar a Finlandia, Costa Rica y Francia.

## Estadísticas

### Clubes
Actualizado al último partido jugado el 11 de marzo de 2023.
| FK Leotar Trebinje Bosnia y Herzegovina | 1.ª                 | 2012-13             | 10  | 0 | -  | - | - | - | 10  | 0 | 0.00 |
| FK Leotar Trebinje Bosnia y Herzegovina | 1.ª                 | 2013-14             | 15  | 0 | -  | - | - | - | 15  | 0 | 0.00 |
| FK Leotar Trebinje Bosnia y Herzegovina | Total               | Total               | 25  | 0 | 0  | 0 | 0 | 0 | 25  | 0 | 0.00 |
| FK Sarajevo Bosnia y Herzegovina | 1.ª                 | 2014-15             | 5   | 0 | 1  | 0 | - | - | 6   | 0 | 0.00 |
| FK Sarajevo Bosnia y Herzegovina | 1.ª                 | 2015-16             | 15  | 0 | 1  | 0 | - | - | 16  | 0 | 0.00 |
| FK Sarajevo Bosnia y Herzegovina | 1.ª                 | 2016-17             | 22  | 0 | 5  | 0 | - | - | 27  | 0 | 0.00 |
| FK Sarajevo Bosnia y Herzegovina | 1.ª                 | 2017-18             | 11  | 2 | -  | - | 2 | 1 | 13  | 3 | 0.23 |
| FK Sarajevo Bosnia y Herzegovina | Total               | Total               | 53  | 2 | 7  | 0 | 2 | 1 | 62  | 3 | 0.05 |
| PAOK · Grecia | 1.ª                 | 2017-18             | 1   | 0 | -  | - | - | - | 1   | 0 | 0.00 |
| PAOK · Grecia | Total               | Total               | 1   | 0 | 0  | 0 | 0 | 0 | 1   | 0 | 0.00 |
| OFI FC · Grecia | 1.ª                 | 2018-19             | 22  | 0 | 5  | 0 | - | - | 27  | 0 | 0.00 |
| OFI FC · Grecia | Total               | Total               | 22  | 0 | 5  | 0 | 0 | 0 | 27  | 0 | 0.00 |
| FC Erzgebirge Aue · Alemania | 3.ª                 | 2019-20             | 24  | 1 | 2  | 0 | - | - | 26  | 1 | 0.04 |
| FC Erzgebirge Aue · Alemania | Total               | Total               | 24  | 1 | 2  | 0 | 0 | 0 | 26  | 1 | 0.04 |
| Göztepe S. K. Turquía | 1.ª                 | 2020-21             | 21  | 2 | 1  | 0 | - | - | 22  | 2 | 0.10 |
| Göztepe S. K. Turquía | 2.ª                 | 2022-23             | 10  | 0 | 2  | 0 | - | - | 12  | 0 | 0.00 |
| Göztepe S. K. Turquía | Total               | Total               | 31  | 2 | 3  | 0 | 0 | 0 | 34  | 2 | 0.07 |
| Total en su carrera | Total en su carrera | Total en su carrera | 156 | 5 | 17 | 0 | 2 | 1 | 175 | 6 | 0.04 |
| (1) Incluye datos de Copa de Bosnia y Herzegovina, Copa de Grecia, Copa de Alemania y Copa de Turquía. (2) No incluye goles en partidos amistosos. |                     |                     |     |   |    |   |   |   |     |   |      |

## Palmarés

### Títulos nacionales
| Título                               | Club        | País                 | Año     |
| ------------------------------------ | ----------- | -------------------- | ------- |
| Liga Premier de Bosnia y Herzegovina | FK Sarajevo | Bosnia y Herzegovina | 2014-15 |